# Kathedrale Elbląg

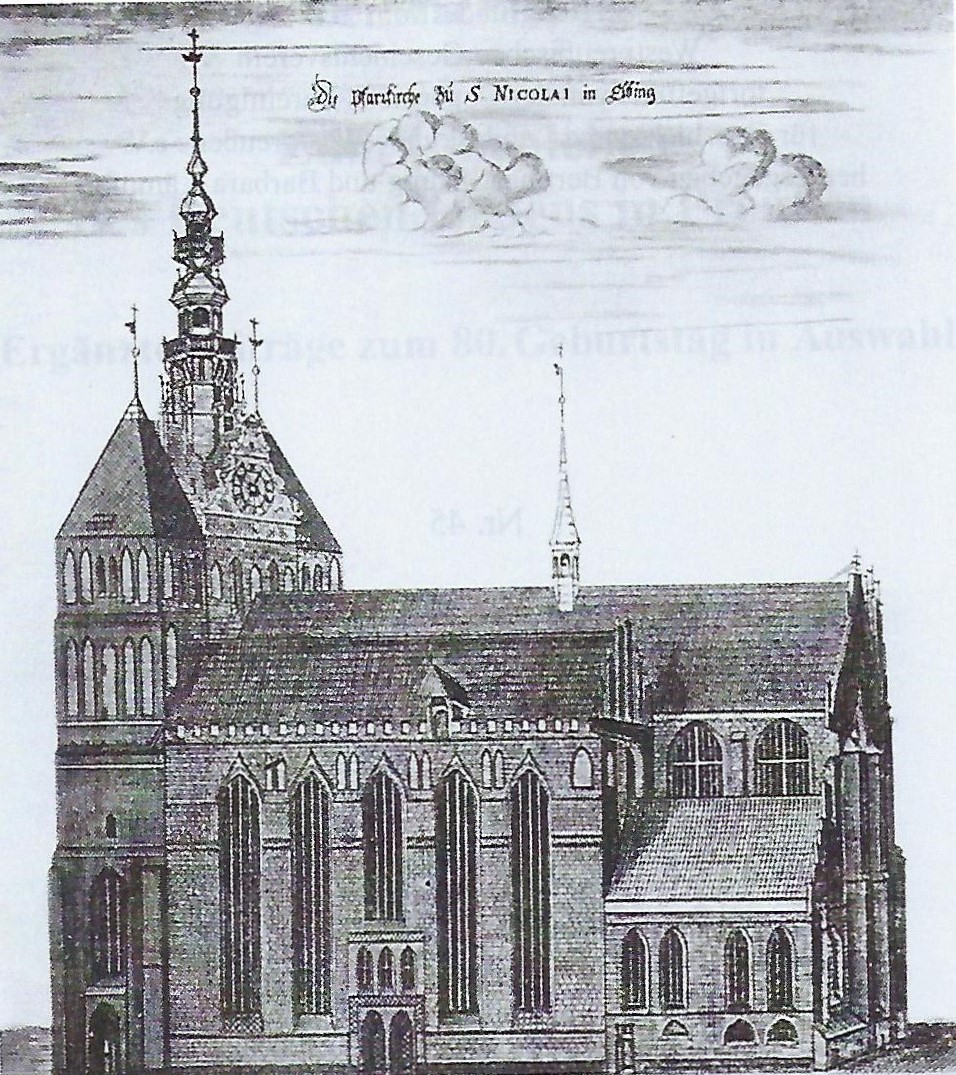
Südseite der Pfarrkirche St. Nikolai mit dem dreitürmigen Westbau (1737)

Die Kirche St. Nikolai in Elbląg (polnisch Katedra św. Mikołaja w Elblągu) war ursprünglich eine Pfarrkirche in Elbląg (deutsch Elbing) und ist seit dem 25. März 1992 die Kathedrale des Bistums Elbląg. Sie ist Sitz der ältesten Pfarrei in der Stadt (St. Nikolaus) und einer der höchsten Sakralbauten in Polen (die Höhe des Turms beträgt 97 m).

## Geschichte

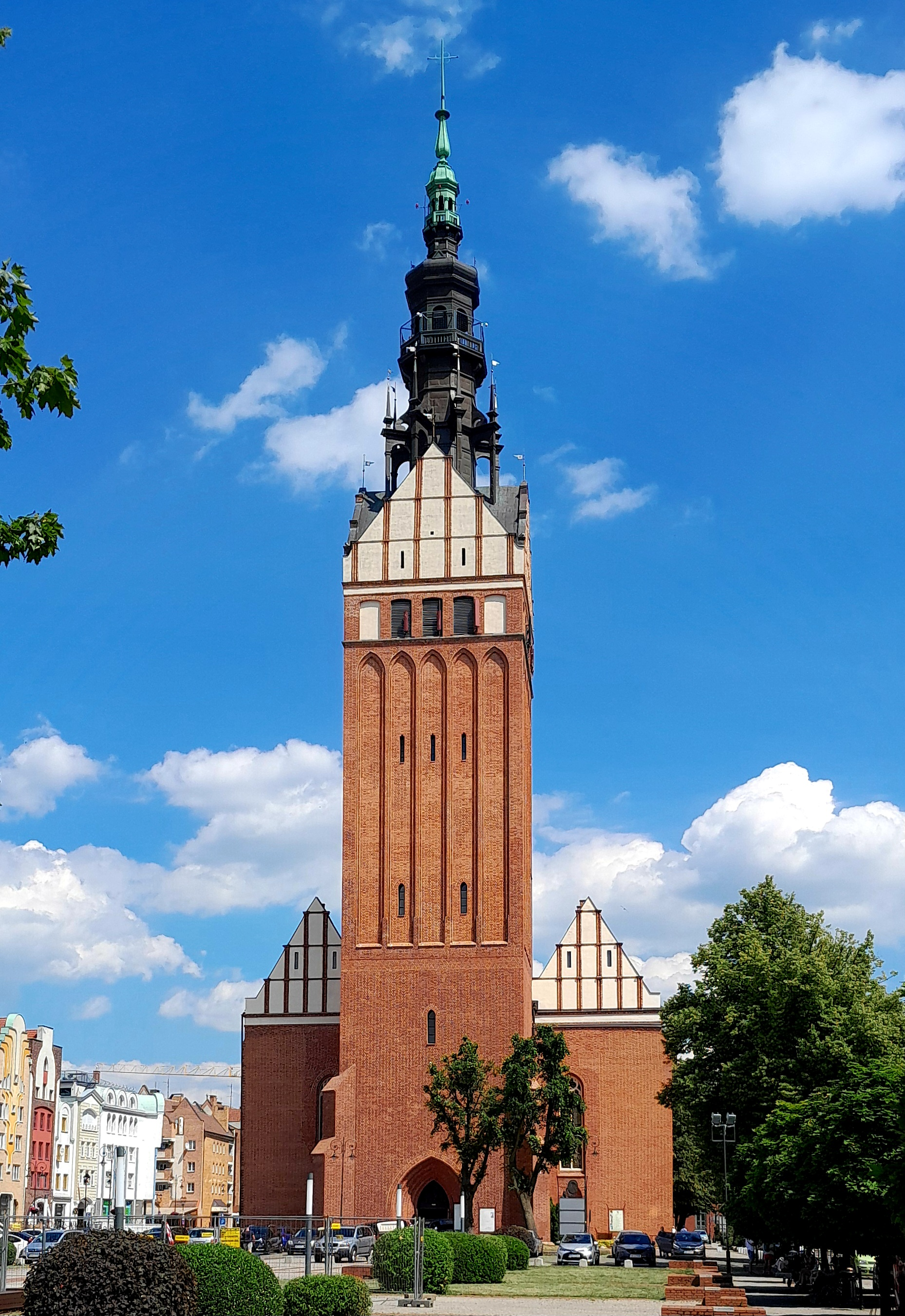
Nikolai-Kirche 2024

Die Kirche war Pfarrkirche der Elbinger Neustadt, die während der Amtszeit des Komturs Siegfried von Sitten (1332–1342) in Konkurrenz zur bisherigen Stadt Elbing entstand. Die Neustadt sollte unabhängig von der Herrschaft des Deutschen Ordens sein. Die Ursprünge der Kirche gehen auf die Mitte des 13. Jahrhunderts zurück, als ein rechteckiger Chor und fünf Joche des Langhauses erbaut wurden. Wegen fehlender Gelder blieb der Bau unvollendet und prägte so über Jahrhunderte das Panorama der Stadt.
Im Laufe von zwei Jahrhunderten wurde die Kirche allmählich erweitert, wobei sich das Raumprogramm zweimal änderte (aus der ursprünglich turmlosen Hallenkirche wurde nach dem Anbau eines Turms und der Erhöhung des Hauptschiffs eine Basilika, nach der Erhöhung der Seitenschiffe wieder eine Halle).
Schon 1364 ist jedoch die große Glocke urkundlich erwähnt. Allerdings führte der Ausbau des Hauptschiffes zur Instabilität des Turms. Um das Problem zu lösen, wählten die Elbinger eine unkoventionelle Lösung. Bis 1428 wurden an die Seiten des Hauptturms zwei fast gleichhohe Türme angebaut, die den Hauptturm stützen sollten. Der so entstandene dreiteilige Westbau war einzigartig in der Region.
Von 1573 bis 1617 diente die Kirche als Hauptkirche der lutherischen Gemeinde, wurde dann aber der katholischen Gemeinde zugesprochen. 1576 wurden an der West- und Ostseite manieristische Giebel errichtet, in die Uhren eingefügt wurden. Zwischen 1599 und 1603 wurde der Bau zwischen Haupt- und Uhrenturm mit einem durch zwei Galerien gegliederten Aufsatz versehen, der im Volksmund wegen seiner Farbe „Grüner Turm“ hieß.
Bis auf zwei kürzere Perioden, in der die schwedischen Besatzer sie den Lutheranern übergaben (1626–1631 / 1655–1660), diente sie der römisch-katholischen Gemeinde, die bis 1945 nur eine Minderheit in der Stadt stellte.

### Brand der Kirche im Jahr 1777 und nachfolgende Geschichte
Am 26. April 1777 tobte ein Sturm über der Stadt. Ein Blitz schlug in den Turm ein, der in Flammen aufging, gefolgt von der ganzen Kirche. Ein Teil der Ausrüstung konnte gerettet werden, aber das Feuer konnte nicht gelöscht werden und zerstörte die Türme und das Dach der Kirche. Kurz nach dem Brand stürzten die Gewölbe ein und zerstörten den Hauptaltar und viele andere Ausstattungsgegenstände, die in der Kirche verblieben waren. In einer schwierigen finanziellen Situation konnte die Stadt die Kirche nicht in ihrem ursprünglichen Aussehen wieder aufbauen. Alle drei Türme wurden abgetragen, und die Kirche wurde um mehr als 6,5 Meter niedriger mit barocken Kuppelgewölben abgeschlossen. Das dreifache Satteldach wurde durch ein einziges Satteldach ersetzt. Es wurde versucht, der Kirche ein barockes Aussehen zu geben, indem man die Wände und Säulen verputzte und alle in der vorherigen Periode farbig gefassten Skulpturen mit weißer Farbe übermalte. Im Jahre 1790 wurde der Hauptaltar rekonstruiert. Nach und nach kamen neue Ausstattungsstücke in die Kirche. Im Jahre 1850 wurde in der Kirche ein neuer Marmorboden verlegt. Das Material wurde aus Belgien importiert, aus Bergwerken in Namur und Dinant. Die größte Investition in dieser Zeit war der Bau eines neuen Turms in den Jahren 1906–1907 (anstelle des 1777 durch einen Brand zerstörten dreitürmigen Westbaus). Die feierliche Grundsteinlegung fand am 24. Oktober 1906 statt. Mit einer Höhe von 95 Metern gehörte er zu den höchsten Türmen im früheren Osten Deutschlands und ist heute der höchste Kirchturm auf der rechten Seite der Weichsel. Durch seine Verkleidung mit Holz und Kupfer erinnerte der Trum an den vorherign „Grünen Turm“. Das ErscheinungsbildIm Inneren, im ersten Stock, befand sich eine Pfarrbibliothek, die etwa 1500 Bände enthielt, darunter viele aus dem Mittelalter. In den oberen Stockwerken befanden sich eine Uhrenanlage und sechs Bronzeglocken.

### Der Erste Weltkrieg und die Zwischenkriegszeit
Während des Ersten Weltkriegs wurden alle sechs Glocken beschlagnahmt und sollten für Kriegszwecke eingeschmolzen werden. Im Jahre 1928 wurden die neuen Glocken angefertigt und im Turm aufgehängt. 1923 wurde Arthur Kather der neue Pfarrer der St. Nikolaus-Kirche und veranlasste die Reinigung und Restaurierung des Kircheninneren. Ihm ist es zu verdanken, dass in der Vorhalle der Kirche eine Gedenktafel angebracht wurde, die an die gefallenen Gemeindemitglieder während dreier Kriege im 19. und 20. Jahrhundert erinnert: 1813, 1870–1871 und 1914–1918. 1915 reparierte und konservierte Pfarrer Kather die heutige Sakristei, die aus dem Jahr 1402 stammt. Im selben Jahr begann er mit der Umgestaltung und Konservierung der Altäre. Bei diesen Arbeiten wurden wertvolle gotische Malereien aus dem späten 14. Jahrhundert entdeckt und erhalten.
Während der Herrschaft Adolf Hitlers in Deutschland war Pfarrer Arthur Kather ein überzeugter Gegner des Nationalsozialismus (er veranstaltete beispielsweise trotz eines Verbots Gottesdienste für die in Elbing und Umgebung lebenden Zwangsarbeiter), was 1940 auf Befehl von Gauleiter Albert Forster zu seiner Ausweisung aus Westpreußen führte.

### Der Zweite Weltkrieg und die Nachkriegszeit

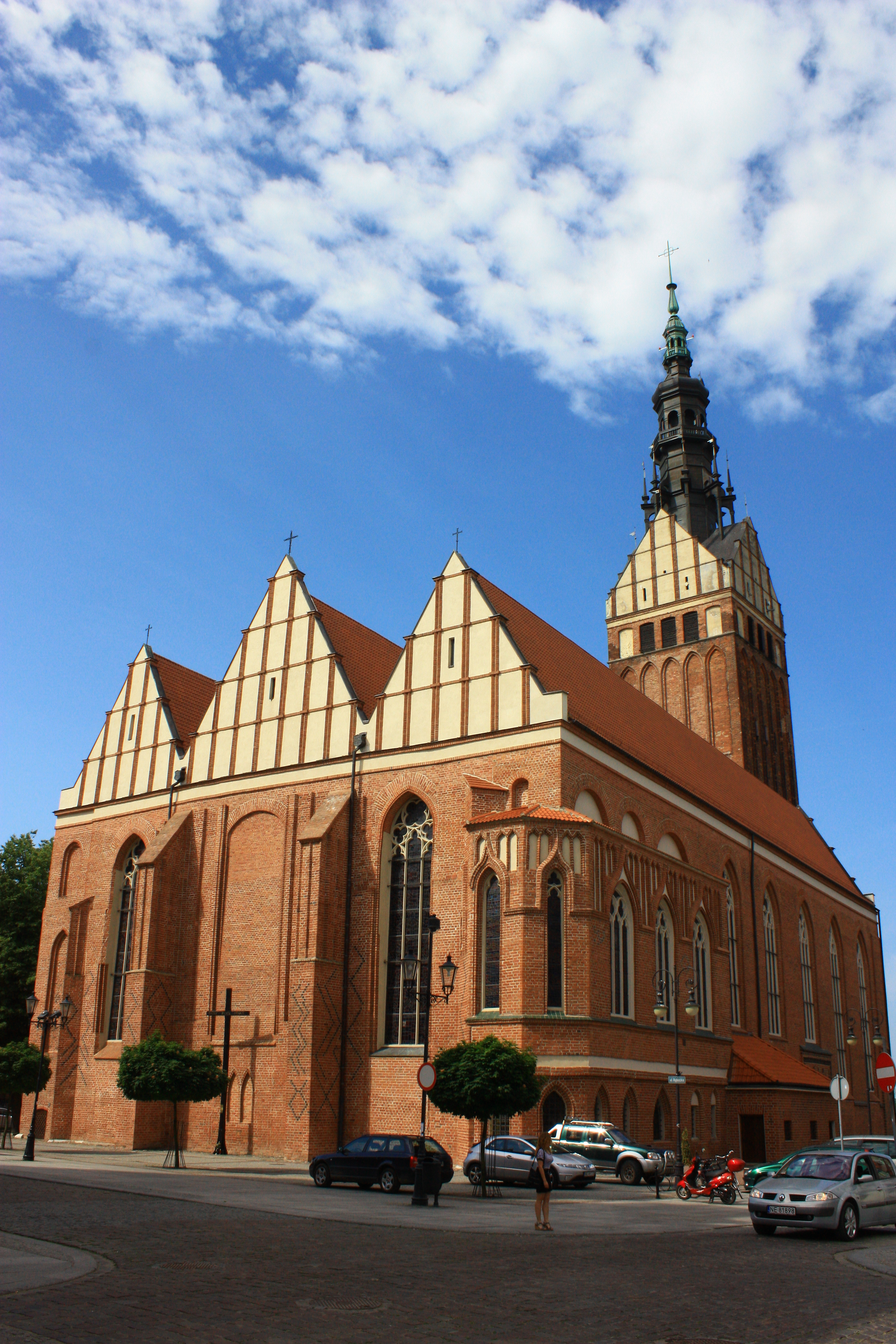
Ansicht von Nordost

Während der Einnahme von Elbing durch die Rote Armee (26. Januar bis 10. Februar 1945) brannte der Dom am 2. Februar 1945 bis auf die Grundmauern nieder. Mit der polnischen Annexion der Region kam der erste polnische Priester Jan Ostrowski, ein ehemaliger Aktivist im Warschauer Aufstand. Im Juli 1945 schickte das Ministerium für öffentliche Verwaltung Pfarrer Hilary Pracz-Praczyński, einen Franziskaner-Konventualen, nach Elbląg, um die ehemalige Taufkapelle zu restaurieren. Am 2. April 1946 schickte der Apostolische Administrator der Diözese Ermland, Teodor Bensch, Pater Ludwik Bialek in die Pfarrei St. Nikolaus, der mit dem schnellen Wiederaufbau der Kapelle begann.
Am 31. Dezember 1947 kam ein neuer Pfarrer der Pfarrei St. Nikolaus und Dekan von Elbląg, Pater Wacław Hipsz, an, dessen Ziel der Wiederaufbau der Kirche war. Am 7. Mai 1948 organisierte Pater Hipsz das Komitee für den Wiederaufbau der historischen St.-Nikolaus-Kirche in Elbląg mit der Aufgabe, die Kathedrale wieder aufzubauen. Am 25. Juli 1948 begann der Abriss der Kirche. In der Kirche wurden Schienen verlegt und etwa 7.000 Kubikmeter Schutt in Waggons abtransportiert. Etwa 25 Personen arbeiteten jeden Tag auf freiwilliger Basis, Schüler der Grundschulen Nummer 4 und 6, des Gymnasiums und der Höheren Handelsschule halfen mit. Auch junge Leute vom Polnischen Dienst arbeiteten mit. Mit den staatlichen Mitteln wurde die Schalung für die Betonplatte vorbereitet, die später die Decke des Doms bilden sollte. Im Jahr 1950 wurde die Decke betoniert und mit Bitumendachpappe abgedichtet. Ein wichtiges Ereignis in diesem Jahr war der Einbau von drei Glocken aus der beschädigten Kirche St. Anna in die renovierte Stahlkonstruktion des Kirchturms von St. Nikolai. Auch ein Drittel des Innenraums dieser Kirche wurde in diesem Jahr verputzt. Die Verfolgung des Klerus ließ eine Fortsetzung dieser Arbeiten nicht zu. Am 10. Februar 1952 erhielt Pater Hipsz den Befehl, Elbląg innerhalb von drei Tagen zu verlassen, und wurde nach Ostróda versetzt. Der neue Pfarrer wurde lange Zeit nicht genehmigt.
Pater Gracjan Rudnicki, der sich in Elbląg nicht wohl fühlte, wurde Nachfolger von Pater Hipsz und im Mai 1954 wurde die Pfarrei von Pater Gedymin Pilecki übernommen. Unmittelbar nach der Übernahme der Pfarrei begann er mit dem Sammeln von Geldern für die nächste Etappe des Wiederaufbaus der Kirche.  Der 17. Januar 1955 brachte eine unerwartete Baukatastrophe für die St.-Nikolaus-Kirche. Der Sturm, der an diesem Tag wütete, riss drei Fenster der Kirche heraus, zerbrach viele Scheiben in anderen Fenstern und riss das Dach über den Sakristeien, die mit den ursprünglichen gotischen Gewölben ausgestattet waren, heraus.
Pfarrer Pilecki nutzte 1955, während er die Rekonstruktion des Daches leitete, jede Gelegenheit, aus den verlassenen Kirchen deren bewegliche Ausstattung zu übernehmen. Am 23. März 1954 erhielt er auf Beschluss der Abteilung für religiöse Angelegenheiten des Woiwodschaftsrates in Danzig von der Mennonitenkirche in Rozgart (Preußisch Rosengart) folgende Ausstattungselemente: eine defekte Orgel, sechs Bänke, eine Kanzel und ein Altargerät. Am selben Tag erhielt er von der ehemals evangelischen Kirche in Nowe (Neuneburg)  Überreste einer zu 80 % zerstörten Orgel, eine Kanzel, einen Altaraufsatz, einen Eichenschrank für die Kirchenkleidung und alle Kirchenbänke aus dieser Kirche.
Im Kreis der Denkmalpfleger gab es Meinungen, dass der Kirchturm zu dominant sei und seine Stahlkonstruktion abgerissen werden sollte. Aus diesem Grund führte Pfarrer Pilecki die Ernennung einer Expertenkommission herbei, die am 29. Juni 1956 entschied, dass das Bauwerk einzigartig und schützenswert ist, dass es gut erhalten ist und in diesem Zustand sogar 20 Jahre überdauern kann.
Die Vorbereitungen für die Eindeckung der Kirche mit einem Dach erforderten den Bau eines Kranzes um die Außenwände, was Pfarrer Pilecki am 19. Mai 1957 zum Kauf von 100.000 Ziegeln zwang. 60.000 soeben gekaufte Ziegel tauschte er am 8. Oktober desselben Jahres gegen die gleiche Menge Ziegel aus der Kirche in Kadyny, die gerade abgerissen wurde. Diese Ziegel wurden verwendet, um den beschädigten Turm der Kirche auszubessern. Das Jahr 1965 kann als das Ende des Kirchenumbaus betrachtet werden.
In den Jahren 1969 bis 1989 wurden in der Kirche Buntglasfenster eingebaut.

## Ausstattung

### Innenbereich
Zu den wertvollsten Teilen der Innenausstattung gehören: eine gotische Bronzetaufe aus dem Jahre 1387 von Meister Bernhauser, hölzerne Apostelfiguren, eine große gotische Skulptur des heiligen Nikolaus und spätgotische Altäre, die aus anderen Kirchen in Elbląg übertragen wurden (Altäre der Heiligen Drei Könige, der Mälzer, der Heiligen Jungfrau Maria und der Sparren). Der Hochaltar stammt von Schofstein und bezeugt Kontakte mit Bildhauern in Nürnberg, Würzburg und Krakau hatte. Das in Preußen ungewöhnliche Patrozinium Hl. Drei König geht möglicherweise darauf zurück, dass viele Siedler aus dem Rheinland stammten.
In einer dem Heiligen Olaf geweihten Nebenkapelle ist heute der Passionsaltar aus der abgerissenen Kirche von Cadinen (Kadyny) untergebracht. An den Außenbereichen der Altarflügel befinden sich die Wappen der Stifter, Wilhelm II. und Auguste Viktoria.

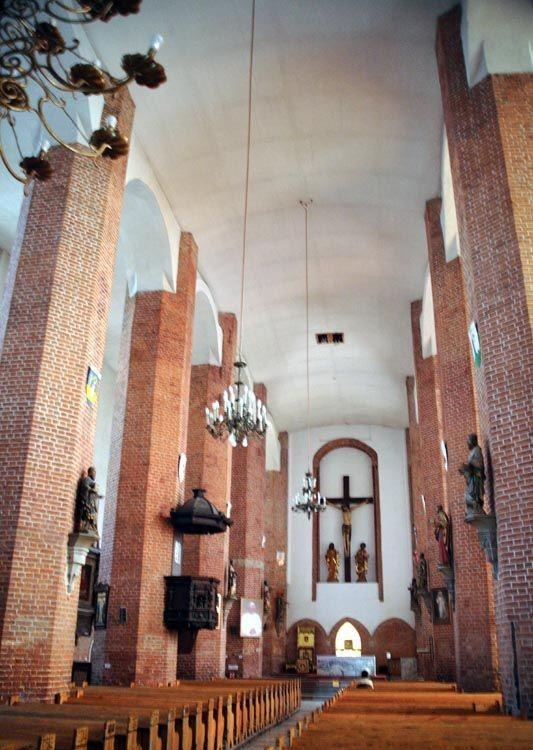
Kirchenschiff
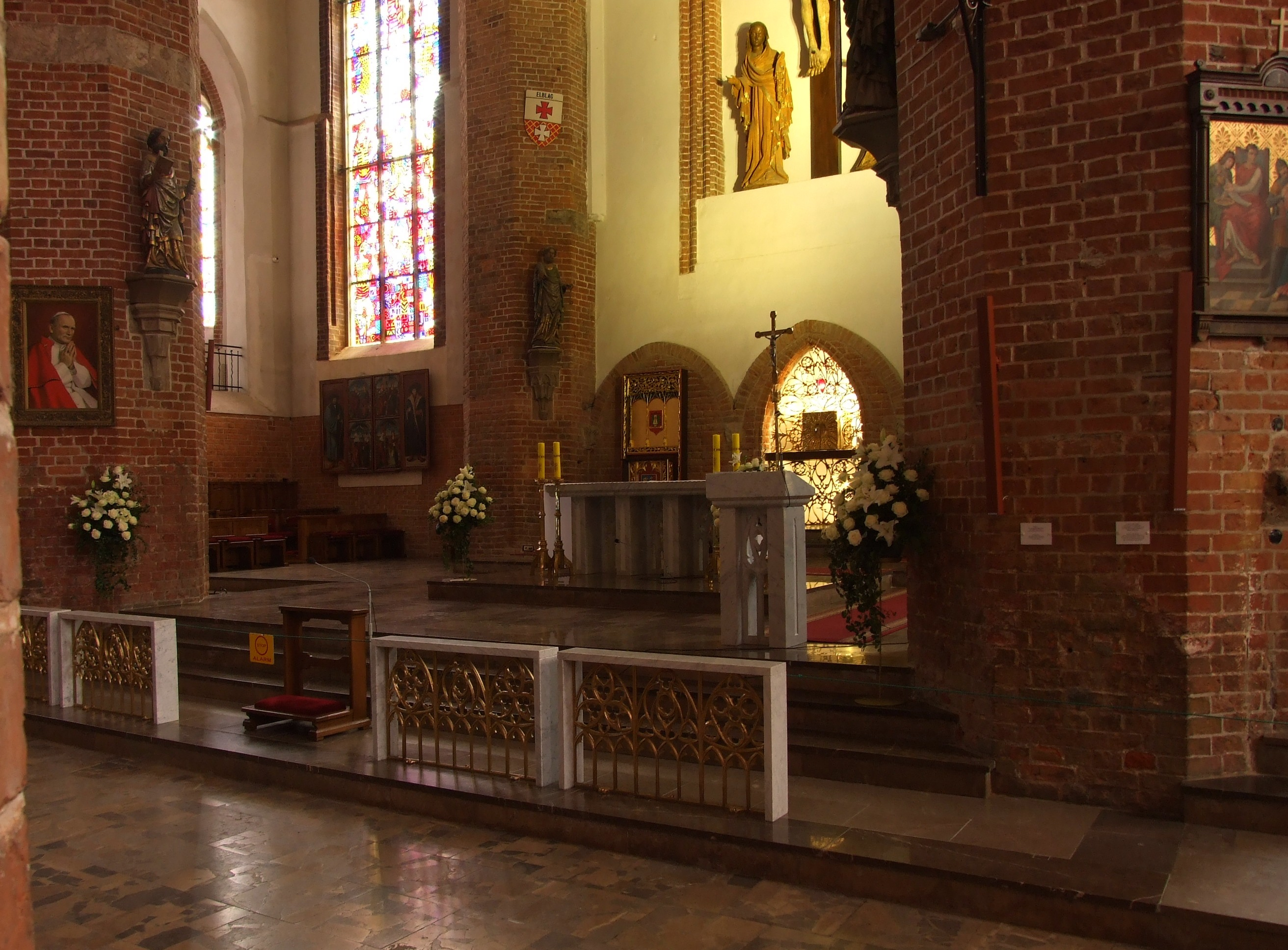
Altar
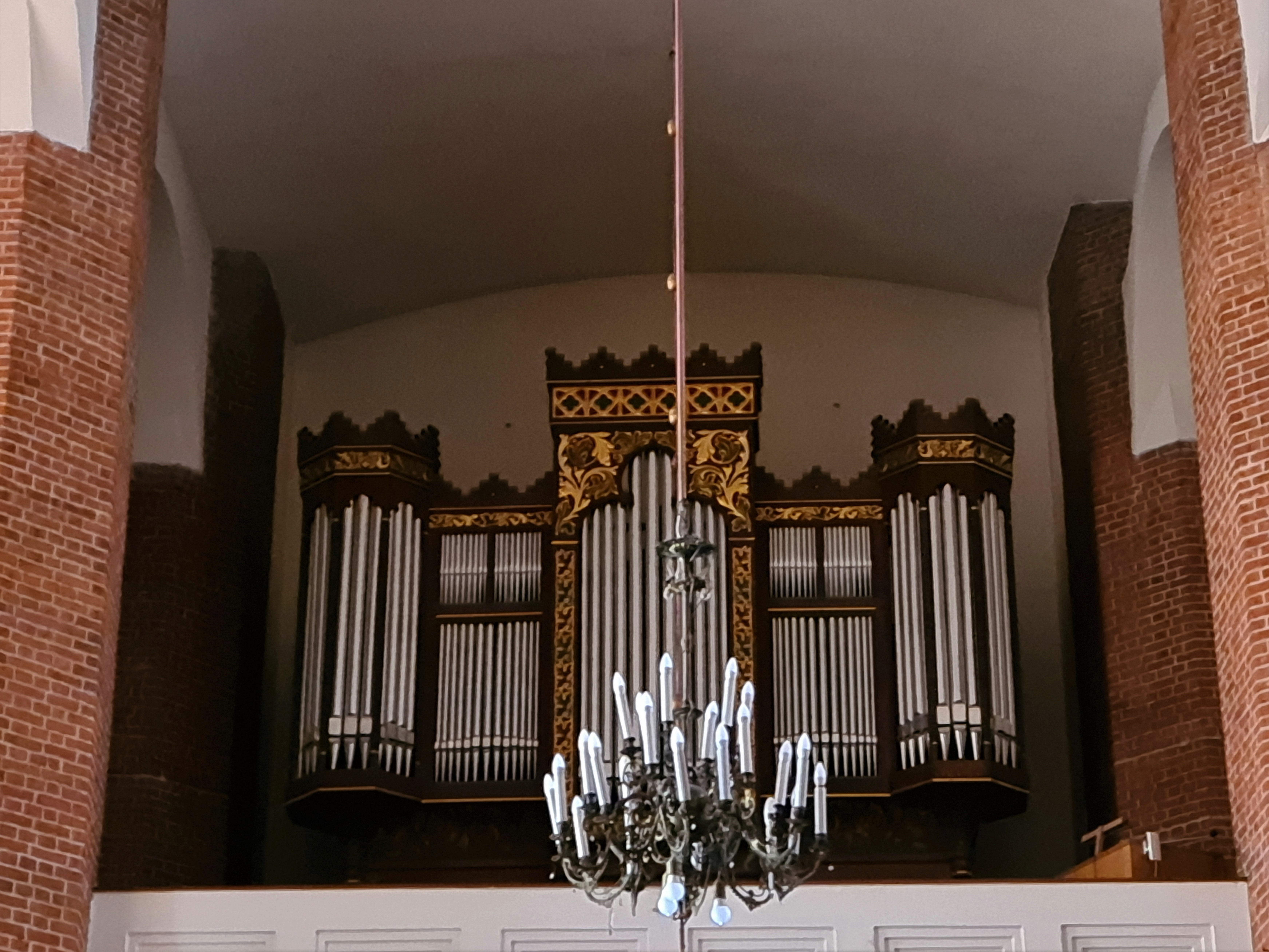
Orgelprospekt (2021)

### Orgel
Die Kirche erhielt im Jahr 1397 ihre erste Orgel. 1404 gab es bereits zwei Orgelinstrumente im alten Gotteshaus. Die nächste Erwähnung stammt aus dem Jahr 1453, als der Organist für das Spielen von zwei Instrumenten – einem großen und einem kleinen – bezahlt wurde. Über Jahrhunderte umgebaut, muss die Orgel der Stolz der Hauptkirche der Altstadt gewesen sein.
Es ist bekannt, dass sie im Jahre 1777 beim Kirchenbrand zerstört wurde. Nach der Katastrophe wurde ein kleines Behelfsinstrument gebaut. Im Jahre 1803 verkaufte der damalige Pfarrer der St. Nikolauskirche – Valentinus Ganswindt, der eine neue Orgel bauen wollte – viele wertvolle Stücke der Kirchenausstattung, die in der Schatzkammer versteckt waren. Wahrscheinlich ist der Bau einer neuen Orgel nicht erfolgt. Erst der nächste Pfarrer Andreas Rehaag begann seine Bemühungen, eine neuere und bessere Orgel zu bekommen. Zunächst wurde versucht, die Orgel aus der ehemaligen Jesuitenkirche in Braniewo, die gerade abgebaut wurde, zu erwerben, aber die Idee wurde aufgegeben und ein neues Instrument mit 35 Stimmen wurde bei Arendt in Danzig bestellt. Die Bauarbeiten dauerten von 1818 bis 1821 und wurden von der Kirche, aber auch von der Gemeinde Elbląg finanziert, die 993 Taler sammelte. Der evangelische Kaufmann Gottfried Schiplick stiftete zu diesem Zweck eine große Summe von 2000 Talern. Dank dieses Stifters konnte Rehaag am 21. Oktober 1821 die neue Orgel feierlich einweihen.
Im Jahre 1926 baute der Orgelbauer Bruno Göbel aus Königsberg eine neue Orgel an der Stelle der alten. Die Orgel war mit 53 Stimmen, drei Manualen und einem Pedal ausgestattet. Diese Orgel wurde beim Brand der Kathedrale am 2. Februar 1945 zerstört.
1955 beauftragte der Pfarrer Gedymin Pilecki die Firma Zygmunt Pietrzak aus Wloclawek mit dem Wiederaufbau einer Orgel, deren Reste er aus der Kirche in Nowe erhalten hatte. Im November 1955 stellte die Expertenkommission fest, dass das Instrument gemäß den Empfehlungen gebaut worden war. Es hat eine elektropneumatische Traktur, zwei Manuale mit Pedal und 26 Register. Der Manualumfang beträgt C–f3, der Pedalumfang C–d1. Im Jahr 2011 wurde die Orgel renoviert und erweitert. In den Jahren 1979 bis 1987 war Henryk Gwardak der Organist der St.-Nikolaus-Kathedrale.